# Associazione Sportiva Dilettantistica Argentana
ASD Argentana là một câu lạc bộ bóng đá Ý có trụ sở tại thành phố Argenta, tỉnh Ferrata. Được thành lập vào năm 1912, đội tự hào có mười lần tham gia vào giải đấu nghiệp dư cao nhất (Serie D).

## Thành tựu
- Eccelenza Emilia-Romagna: 1

1991-1992 (nhóm B)
- Promozione: 1

2011-2012 (nhóm C)